# بياتريكس مانيل
بياتريكس مانيل Beatrix Mannel (ولدت في 1961 في دارمشتات) هي مؤلفة ألمانية.كتبت الروايات وأيضا أعمالا للتلفزيون.

## حياتها
ولدت بياتريكس مانيل في عام 1961 في دارمشتات. ودرست علوم الأدب والمسرح وعلم الأدب المقارن في مدن إرلانجن وميونخ وبيروجيا. وبعد ذلك عملت محررة في شركات إنتاج تلفزيوني عديدة. كتبت السيناريو والروايات القصيرة وكتبت أيضا نصوصا لمساسلات كوميدية. ومنذ سنة 1996 أصبحت كاتبة حرة وتعيش الآن في ميونخ.

## أعمالها
1. غارق في السواد
2. جميل ورشيق وميت
3. سفاح العرائس
4. والعديد من الكتب للأطفال والشباب

## وصلات خارجية
- الموقع الرسمي www.beatrix-mannel.de